# Avenue du Général-Dodds
L'avenue du Général-Dodds est une voie située dans le quartier de Bel-Air du 12e arrondissement de Paris.

## Situation et accès
L'avenue du Général-Dodds débute au no 94, boulevard Poniatowski et se termine au no 9, avenue Charles-de-Foucauld et no 1, avenue du Général-Laperrine
Elle est accessible à proximité par la ligne de métro 8 à la station Porte Dorée et par la ligne 3a du tramway à l'arrêt Porte Dorée.

## Origine du nom
Elle porte le nom du général Alfred Dodds (1842-1922), qui fit la conquête du Dahomey, en raison de la proximité du Palais de la Porte Dorée abritant dans les années 1930 le Musée des colonies.

## Historique
Cette avenue a été construite à l'emplacemement du bastion no 5 de l'enceinte de Thiers, et sur l'espace de La Zone en 1932 et prend son nom actuel par arrêté du 12 janvier 1935. 

## Bâtiments remarquables et lieux de mémoire
- Accès au bois de Vincennes et à la pelouse de Reuilly.
- L'avenue donne accès à deux voies privées situées au sein des habitations à bon marché (HBM) construites vers 1932 : le square Paul-Blanchet au no 5 et le square Louis-Gentil au no 6.

## Mention littéraire
Jean Echenoz, dans son roman Les Grandes Blondes (1995), situe le siège de la société de production audiovisuelle Stocastic Films à l'angle de l'avenue et du boulevard Poniatowski, là où travaille Paul Salvador, qui, de ce lieu quasiment sans jamais le quitter, conduit la recherche planétaire de Gloria Stella, le personnage principal du roman.